# Melchior Miritz
Melchior Miritz (auch: Myritzsch, Mirisch, Mirtisch, Myricius, Miris, von der Heyde; * Dresden; † um 1531 in Magdeburg) war ein deutscher Theologe und Reformator.

## Leben
Miritz trat als Mönch in das Augustinerkloster in Dresden ein und erhielt am 19. September 1500 im Merseburger Dom die Priesterweihe. Als cursor s. theologiae in Dresden erhielt er 1505 die Erlaubnis zum promovieren. Im Sommersemester 1507 immatrikulierte er sich an der Universität Wittenberg, wurde Baccalaurus der Theologie am 27. Juli 1509 und Prior des Wittenberger Augustinerklosters. In Wittenberg erwarb er sich am 8. November 1510 den Bakkalaurus Sententari, wechselte am 6. August 1512 als Bakkalaurus Formatus an die Universität Köln, um dort einige Zeit die Leitung des Augustinerkonvents zu übernehmen. Als Prior in Dresden erwarb er am 17. August 1515 in Wittenberg das Lizentiat der Theologie und promovierte am 11. September desselben Jahres zum Doktor der Theologie. 
Nachdem er am 14. September 1515 in den Senat der Theologischen Fakultät aufgenommen wurde, kehrte er am 8. Februar 1518 als Prior nach Dresden zurück, wo er auch 1519 nachweisbar ist. 1520 beschloss man in Eisleben, Miritz nach Gent zu schicken, um hier den Einfluss der deutschen Augustinerkongregation zu stärken. Als die dortigen Augustiner 1521 wegen ihrer Hinneigung zu den Lehren Luthers auf kaiserlichen Befehl verfolgt wurden, geriet er gleichfalls in Lebensgefahr, aus der er sich aber auf schlaue Weise zu ziehen wusste, ohne öffentlichen Widerruf leisten zu müssen. Man verdächtigte ihn daher, mit den kaiserlichen Inquisitoren gemeinsame Sache gemacht zu haben. Luther war über jenes Verhalten sehr erzürnt und wollte lange Zeit nichts von ihm wissen. Erst nach seiner Rechtfertigung 1523 ihm gegenüber gewann er wieder Zutrauen zu ihm. 
1522 oder 1523 kam Miritz nach Magdeburg als Prior, wo er bald hervorragenden Anteil an der Einführung der Reformation nahm. Sein Auftreten war ruhig und besonnen, im Gegensatz zu den radikalen Elementen, die auch in Magdeburg nicht fehlten. Anfang Mai 1524 traten die Vertreter der sechs Pfarrgemeinden zusammen, um die Grundsätze zu beraten, nach denen die Einführung der neuen Lehre in Magdeburg stattfinden sollte. Die zu diesem Zweck einberufene Versammlung am 22. Mai im Augustinerkloster wurde von Miritz durch eine Ansprache eröffnet. Man beschloss das Abendmahl künftig unter beiderlei Gestalt zu nehmen, die Seelenmessen abzuschaffen, die Klöster aufzuheben, ihre Güter für die Kirchenkassen einzuziehen, den Geistlichen das Heiraten zu gestatten usw. Diese Beschlüsse fanden die Genehmigung des Rats und der Innungsmeister. Luther, den man aus Wittenberg hatte kommen lassen, um seinen Rat zu hören, empfahl zur Durchführung des Reformationswerkes seinen Kollegen, den Professor Nikolaus von Amsdorf. In den Pfarrkirchen wurde der katholische Gottesdienst abgeschafft, und im Juli Miritz in der Johanniskirche zum ersten Pfarrer gewählt. Am 17. Juli hielt er hier eine deutsche Messe und teilte das Abendmahl unter beiderlei Gestalt aus. 
Am 9. August ließ er nebst anderen Geistlichen eine Reihe von Thesen drucken, welche sie sich als in Gottes Wort begründet „wider alle Papisten“ zu verteidigen erboten, aber die katholischen Gegner ließen sich auf keine Disputation ein. Am 6. Februar 1525 verheiratete sich Miritz mit einer Tochter des Seilers Simon Meurer. Als er sein Kloster verlassen hatte, übergab der Prior dasselbe samt allen seinen Gütern und Dokumenten dem Rat der Stadt Magdeburg, welcher das Kloster nach dem Ableben der noch darin verbleibenden Mönche in ein Hospital umzuwandeln versprach. Über die späteren Lebensverhältnisse von Miritz scheint nichts bekannt geworden zu sein. Da sein Nachfolger Lukas Rosenthal 1531 seinen Dienst als Prediger an der St. Johanniskirche antrat, vermutet man, dass Miritz 1531 gestorben sei.